# Прелец, Ник
Ник Пре́лец (словен. Nik Prelec; род. 10 июня 2001, Марибор) — словенский футболист, нападающий клуба «Кальяри».

## Клубная карьера
Прелец — воспитанник клубов «Алюминий» и итальянского «Сампдория». В начале 2022 года для получения игровой практики Ник на правах аренды вернулся на родину, став игроком столичной «Олимпии». 17 февраля в матче против «Домжале» он дебютировал в чемпионате Словении. 8 мая в поединке против «Алюминия» Ник забил свой первый гол за «Олимпию».
Летом 2022 года Прелец перешёл в австрийский «Тироль». 31 июля в матче против «Хартберга» он дебютировал в австрийской Бундеслиге. 17 сентября в поединке против ЛАСКа Ник сделал хет-трик, забив свои первые голы за «Тироль».
В начале 2023 года Прелец вернулся в Италию, подписав контракт на 3,5 года в «Кальяри». Сумма трансфера составила 1,3 млн. евро. 3 февраля в матче против «Модены» он дебютировал в итальянской Серии B.

## Международная карьера
В 2018 году в составе юношеской сборной Словении Прелец принял участие в юношеском чемпионате Европы в Англии. На турнире он сыграл в матчах против команд Португалии и Норвегии.
В 2021 году Прелец в составе молодёжной сборной Словении принял участие в молодёжном чемпионате Европы в Венгрии и Словении. На турнире он сыграл в матче против команды Чехии, Испании и Италии.